# Oscar Eichacker
Oscar Eichacker né à Avignon le 21 janvier 1881 et mort à Marseille 23 juin 1961 est un sculpteur, peintre et graveur français, professeur aux Beaux-Arts de Marseille.

## Biographie
Oscar Eichacker est d'abord élève à l'École des beaux-arts de Marseille, puis obtient une bourse pour suivre les cours à l'École des beaux-arts de Paris où il est élève d'Antoine Sartorio. Il se marie à Marseille le 13 mars 1902 avec une fleuriste Mlle Marie Thomasson. Il débute en 1913 à l'exposition de l'Association des artistes marseillais.  Après la Première Guerre mondiale, il participe en 1919 à une exposition d'art moderne à la galerie marseillaise Nadar-Detaille. En 1921, il travaille comme ornemaniste à l'escalier monumental de la gare de Marseille-Saint-Charles avec les sculpteurs Auguste Carli et Louis Botinelly.
En 1932, en collaboration avec l'architecte Gaston Castel, il sculpte le Monument à Jean Jaurès à Istres. Son militantisme au sein du Front populaire entraîne une baisse d'activité durant une dizaine d'années. Après la Seconde Guerre mondiale, il sculpte de nombreux bustes.

## Œuvres

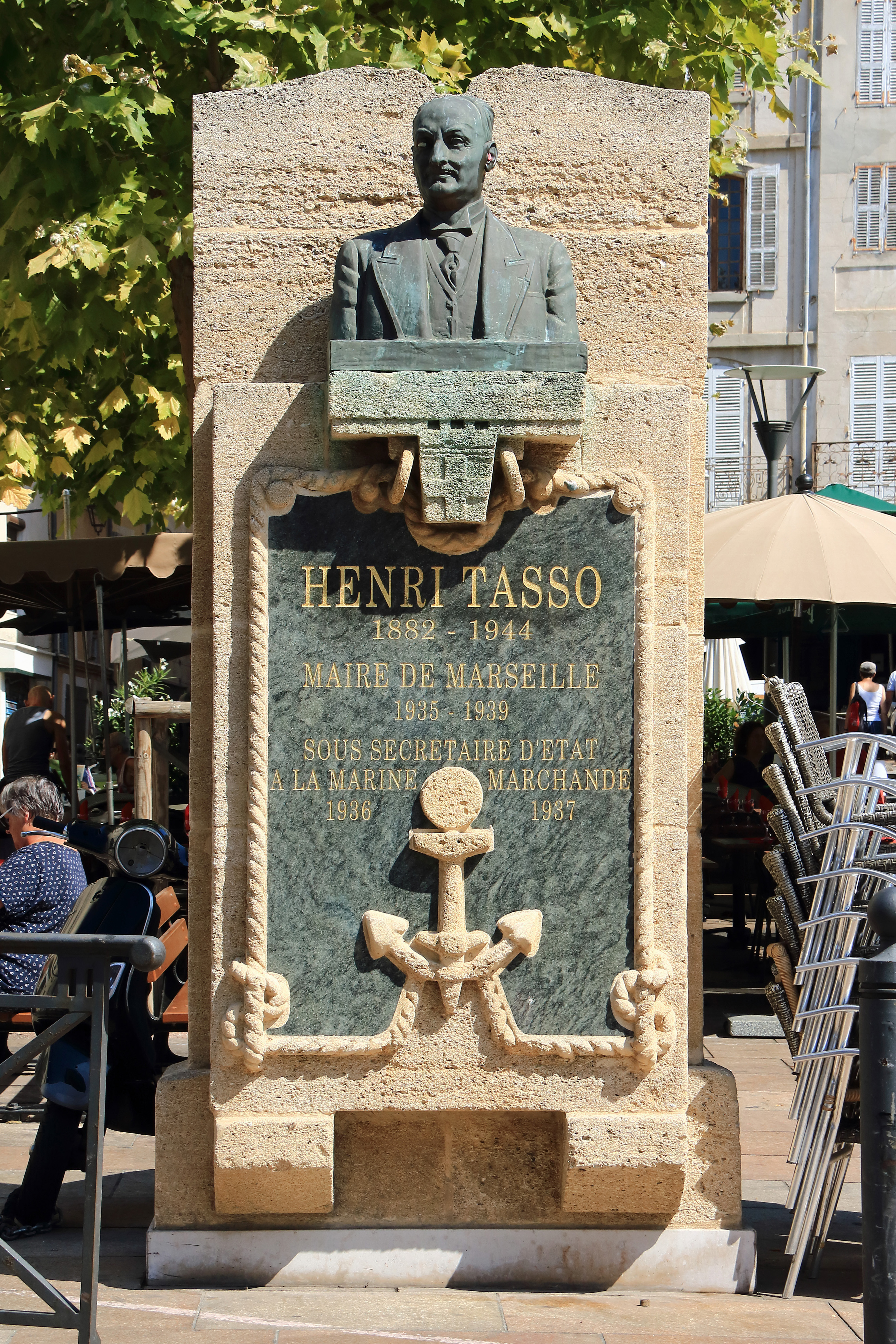
Monument à Henri Tasso

- Istres : Monument à Jean Jaurès, 1932[2].
- Marseille :
  - opéra municipal, hall d'entrée : Frise en pierre, 1924[3].
  - palais Longchamp, jardins : Monument à Valère Bernard, peintre et poète, 1954[4].
  - place de Lenche : Monument à Henri Tasso, maire de Marseille, 1951[5].
  - place Victor Gélu : Monument à Victor Gélu, poète marseillais, 1959, bas-relief en bronze, remplaçant le monument sculpté par Stanislas Clastrier et inauguré place Victor Gélu en 1891, dont le haut-relief en bronze a été envoyé à la fonte sous le régime de Vichy, dans le cadre de la mobilisation des métaux non ferreux[6]. D'abord inauguré en 1959 sur le quai des Belges, ce nouveau bas-relief est transféré en 2015 à l'angle de la place qui porte son nom, sur la façade de l'immeuble au croisement de la rue Bonneterie.